# Urbino
Urbino este o comună din provincia Pesaro e Urbino, regiunea Marche, Italia, cu o populație de 15.466 de locuitori și o suprafață de 226,5 km².Acesta este unul din centrele epocii Renașterii, având una din cele mai frumoase curți si o universitate construită.

## Demografie
Urbino - evoluția demografică

|  | Graficele sunt indisponibile din cauza unor probleme tehnice. Mai multe informații se găsesc la Phabricator și la wiki-ul MediaWiki. |

Date: Recensăminte sau birourile de statistică - grafică realizată de Wikipedia